# Ingrid Cruz
Ingrid Elena Cruz Toro (née le 1er juillet 1975 à Antofagasta) est une actrice chilienne de cinéma, théâtre et télévision.

## Filmographie
| Films | Films                 | Films | Films         |
| Année | Titre                 | Rôle  | Réalisateur   |
| ----- | --------------------- | ----- | ------------- |
| 2003  | El Nominado           | Inés  | Gabriel López |
| 2013  | Videoclub             | Wanda | Pablo Illanes |
| 2013  | Barrio Universitario  | Cameo | Esteban Vidal |
| 2013  | El Vuelo del Manutara |       |               |

## Télévision

### Telenovelas
| Telenovelas | Telenovelas        | Telenovelas               | Telenovelas |
| Année       | Titre              | Rôle                      | Chaîne      |
| ----------- | ------------------ | ------------------------- | ----------- |
| 2005        | Brujas             | Gretel Schmidt            | Canal 13    |
| 2011        | Esperanza          | Beatriz Solovera          | TVN         |
| 2012        | Reserva de familia | Ema Ruiz-Tagle            | TVN         |
| 2013        | Dos por uno        | Elle-même                 | TVN         |
| 2013-2014   | Somos los Carmona  | Isabel Durán de Velasco   | TVN         |
| 2014-2015   | Pituca sin lucas   | Stella "Reineta" González | Mega        |
| 2016        | Pobre gallo        | Carola García del Río     | Mega        |

### Séries
| Séries télévisées | Séries télévisées | Séries télévisées | Séries télévisées |
| Année             | Titre             | Rôle              | Chaîne            |
| ----------------- | ----------------- | ----------------- | ----------------- |
| 2007              | Dinastía Sa-Sá    | Gretel Schmidt    | Canal 13          |
| 2007              | Héroes            | Agustina Tezanos  | Canal 13          |

### Programmes
| Année | Titre                  | Rôle                 | Chaîne   |
| ----- | ---------------------- | -------------------- | -------- |
| 2000  | Sin mochila            | Animatrice           | Canal 13 |
| 2011  | Un minuto para ganar   | Participante invitée | TVN      |
| 2012  | Juga2                  | Participante invitée | TVN      |
| 2014  | Más vale tarde         | Invitée              | Mega     |
| 2014  | Morandé con compañía   | Invitée              | Mega     |
| 2015  | The Switch : Drag Race | Jury et Coach        | Mega     |
| 2015  | Más vale tarde         | Invitée (31.12)      | Mega     |

### Sources
- (es) Cet article est partiellement ou en totalité issu de l’article de Wikipédia en espagnol intitulé « Íngrid Cruz » (voir la liste des auteurs).